# هیدروکسی‌استیل‌آمینوفلوئورن
هیدروکسی‌استیل‌آمینوفلوئورن (به انگلیسی: Hydroxyacetylaminofluorene) با فرمول شیمیایی C۱۵H۱۳NO۲ یک ترکیب شیمیایی با شناسه پاب‌کم ۵۸۹۶ است. که جرم مولی آن ۲۳۹٫۲۷ g/mol می‌باشد. 